# Sint-Willehaduskerk (Wremen)
De Sint-Willehaduskerk (Duits: Willehadi-Kirche) in de Duitse gemeente Wremen is een 13e-eeuwse weerkerk en een van de oudste kerkgebouwen in het door Friezen gestichte Land Wursten. Het gebouw werd gewijd aan de heilige Willehad, een missionaris uit het koninkrijk Northumbria die sinds het jaar 772 in omgeving van Dokkum werkte, later onder de Saksen preekte en ten slotte de eerste bisschop van Bremen werd. Samen met de Sint-Urbanuskerk in Dorum is de Willehaduskerk een van de hoofdkerken van Wursten.

## Beschrijving

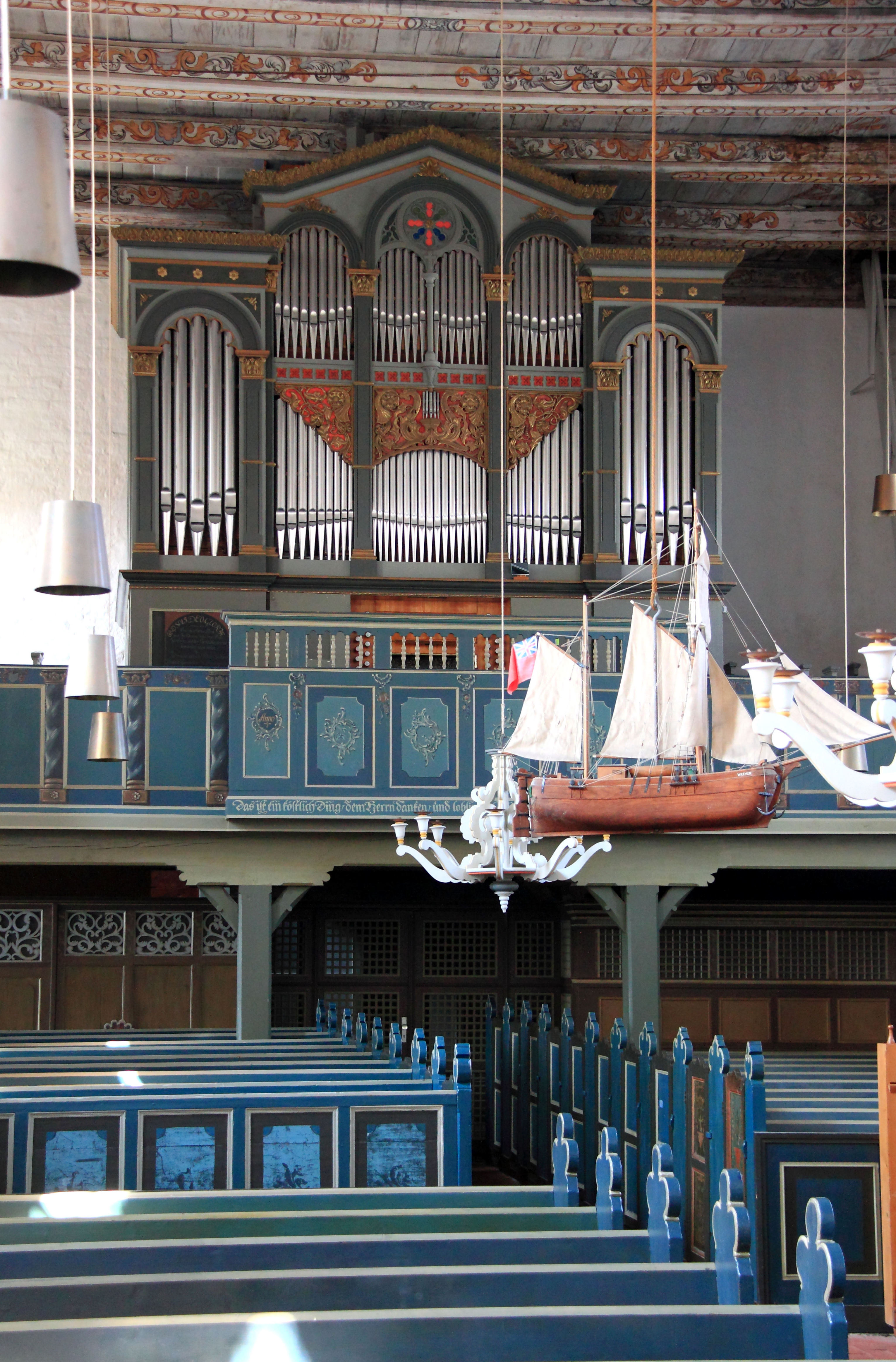
Blik op het orgel

De kerk werd van tufstenen opgetrokken, die vanuit het Rijnland per schip werden aangevoerd. Het gebouw bezit één schip met een ingesnoerd rechthoekig koor. De zuidelijke muur van het kerkschip werd later vernieuwd waarbij bakstenen werden gebruikt, de noordelijke muur is echter nog geheel van tufsteen. De muurvlakken van de zijmuren van het koor en het schip zijn verdeeld door lisenen. Onder de dakrand bevindt zich een rondboogfries. Het koor werd lager als het schip gebouwd en sporen aan de gevel tonen aan dat het dak ervan oorspronkelijk vlakker was.
De machtige westtoren met barokke spits dateert oorspronkelijk uit het eerste kwart van de 13e eeuw. In het oorlogsjaar 1914 werd de kerk uit strategische overwegingen tot de hoogte van het kerkdak gesloopt. In 1930 werd de toren weer hersteld, hetgeen men nog altijd aan de kleuren van de stenen kan zien.

## Interieur
Het kerkschip heeft een balkenplafond waarvan de beschildering uit 1737 dateert. Het plafond toont medaillons met scènes uit het Oude en Nieuwe Testament. Buiten dat bevinden zijn er ook nog laatromaanse resten van beschilderingen.
Het orgel werd in 1864 door de orgelbouwer Gebr. Carl, August en Wilhelm Peternell uit Seligenthal gebouwd. Het orgel, waarvan in de loop der tijd een deel van de oorspronkelijke pijpen verloren ging, werd in 1970 onder monumentenzorg geplaatst. In de jaren 1988-1991 werd het instrument grondig nagekeken en in de oorspronkelijke toestand teruggebracht. Ontbrekende pijpen werden gereconstrueerd en de orgelkas werd voorzien van nieuw pijpwerk.

## Overige bezienswaardigheden[1]
- De barokke altaaropbouw uit 1709 van Johann Helmes uit Stade met een Herrezen Christus als bekroning
- Het doopvont uit 1738
- De door een beeld van Mozes gedragen kansel met reliëfs van de twaalf apostelen op de kuip en zes beelden op het klankbord uit 1670
- Een model van een 19e-eeuws schip dat hangt in het kerkschip ter herinnering aan het behoud van het parochiedorp tijdens de grote vloed van februari 1962
- De kerkbanken met beschilderingen